# Flegont
Flegont, (gr.) Φλέγων – żyjąca w I wieku postać biblijna z Nowego Testamentu, święty katolicki i prawosławny.
Postać Flegonta wspomina Paweł z Tarsu w Liście do Rzymian (BT Rz 16, 14). Zaliczany jest do grona Siedemdziesięciu dwóch wysłańców Jezusa Chrystusa i wspominany w Kościele katolickim 8 kwietnia. W Kościele prawosławnym świętego wspomina się w grupie siedemdziesięciu dwóch apostołów 4/17 stycznia.